# Visual Component Library
Библиоте́ка визуа́льных компоне́нтов (англ. Visual Component Library, VCL) — объектно-ориентированная библиотека для разработки программного обеспечения, разработанная компанией Borland (на данный момент поддерживается Embarcadero) для поддержки принципов визуального программирования. VCL входит в комплект поставки Delphi, C++ Builder и Embarcadero RAD Studio и является, по сути, частью среды разработки, хотя разработка приложений в этих средах возможна и без использования VCL. VCL предоставляет огромное количество готовых к использованию компонентов для работы в самых разных областях программирования, таких, например, как интерфейс пользователя (экранные формы и элементы управления — т. н. «контролы»), работа с базами данных, взаимодействие с операционной системой, программирование сетевых приложений и прочее.